# Ново-Павликово
Ново-Павликово — деревня в Гусь-Хрустальном районе Владимирской области России, входит в состав муниципального образования «Посёлок Добрятино».

## География
Деревня находится в 7 км на юго-запад от центра поселения посёлка Добрятино и в 63 км к юго-востоку от районного центра города Гусь-Хрустальный.

## История
В 1867 году из переселенцев деревни Старая Верея была образована деревня Павликово в составе Георгиевского прихода.
В конце XIX — начале XX века деревня входила в состав Черсевской волости Меленковского уезда, с 1926 года — в составе Гусевского уезда. В 1905 году в деревне числилось 20 дворов, в 1926 году — 40 дворов.
С 1929 года деревня являлась центром Ново-Павликовского сельсовета Гусь-Хрустального района, с 1935 года — в составе Ильинского сельсовета Курловского района, с 1963 года — в составе Гусь-Хрустального района, с 2005 года — в составе муниципального образования «Посёлок Добрятино».

## Население
| 1905 | 1926 | 2002 | 2010 | 2021 |
| ---- | ---- | ---- | ---- | ---- |
| 131  | ↗208 | ↘0   | →0   | →0   |